# 岐阜県立瑞浪高等学校
岐阜県立瑞浪高等学校（ぎふけんりつみずなみこうとうがっこう）は、岐阜県瑞浪市にある公立高等学校。

## 沿革
- 1899年（明治32年） - 土岐郡蚕業講習所が設立。
- 1916年（大正5年） - 土岐郡立農事講習所に改称。
- 1919年（大正8年）11月30日 - 新校舎落成式。この日を以って創立記念日と決める。
- 1923年（大正12年） - 土岐郡実業高校として創立。
- 1928年（昭和3年） - 岐阜県土岐実業学校と改称。
- 1946年（昭和21年） - 岐阜県土岐農林学校と名称変更。
- 1948年（昭和23年） - 岐阜県立土岐農林学校と改称。同年岐阜県立土岐高等学校に改称。定時制課程明世分校の設立。
- 1949年（昭和24年） - 通常課普通科、農業科及び定時制課普通科を設置。同日付定時制釜戸分校・日吉分校の設立。
- 1950年（昭和25年） - 定時制明世分校の廃止。
- 1952年（昭和27年） - 商業科を設置。
- 1953年（昭和28年） - 商業科（一部学年のみ存置）及び定時制日吉分校（家庭科のみ存置）の廃止。
- 1954年（昭和29年） - 定時制課程日吉分校及び釜戸分校の廃止。商業科の廃止。
- 1955年（昭和30年） - 岐阜県立瑞浪高等学校に改称。
- 1960年（昭和35年） - 農業科の廃止。
- 1975年（昭和50年） - 定時制課程の廃止。
- 1994年（平成6年） - 1年生より制服の変更。
- 2000年（平成12年） - 普通科国際コースの新設。家政科を生活福祉科に改編。1年生より制服の変更。
- 2005年（平成17年） - 普通科国際コースの廃止。
- 2020年（令和2年） - 単位制に改編。
- 2021年（令和3年） - 生活福祉科を生活デザイン科に改称[1]。

## アクセス
- JR中央本線 瑞浪駅より徒歩で約20分。

## 卒業生
- 塚本連平（テレビドラマ演出家・映画監督）